# Rekencapaciteit
Rekencapaciteit is de capaciteit om te rekenen. Hoe sneller een computer iets uitrekent, hoe groter zijn rekencapaciteit. Hoe groter de sommen die een computer kan uitrekenen, hoe groter de rekencapaciteit.
Een supercomputer heeft dus een erg grote rekencapaciteit.
De rekencapaciteit van een computer wordt initieel bepaald door de kloksnelheid van de processor, de front-side bus en het werkgeheugen. Als er vele berekeningen worden gedaan, wat meestal het geval is, spelen de cache van de processor en de snelheid van de harde schijf voor virtueel geheugen ook een rol.
Rekensnelheid wordt aangeduid in MIPS, FLOPS of de eenheid hertz (Hz). Moderne werkstations hebben een rekensnelheid van enkele gigahertz.